# Brainy
Brainy er en kortfilm fra 2011 instrueret af Daniel Joseph Borgman efter manuskript af Daniel Joseph Borgman og Malou Reymann.

## Handling
Brian på 10 år er en fantasifuld dreng, der har opbygget en magisk verden for at komme over sin bedstefars død. I Brians verden er hans bedstefar stadig i live og bor ude i rummet. Brians mission er at samle døde dyr og sende dem op til stjernerne, hvor de kan leve igen, indtil han en dag møder Denice, den ældre nabopige på 14 år, der ændrer hans verden. Denice lærer ham, at ligegyldig hvor meget man ønsker det, så er der nogle ting i verden, som er umulige.